# Drew Barrymore

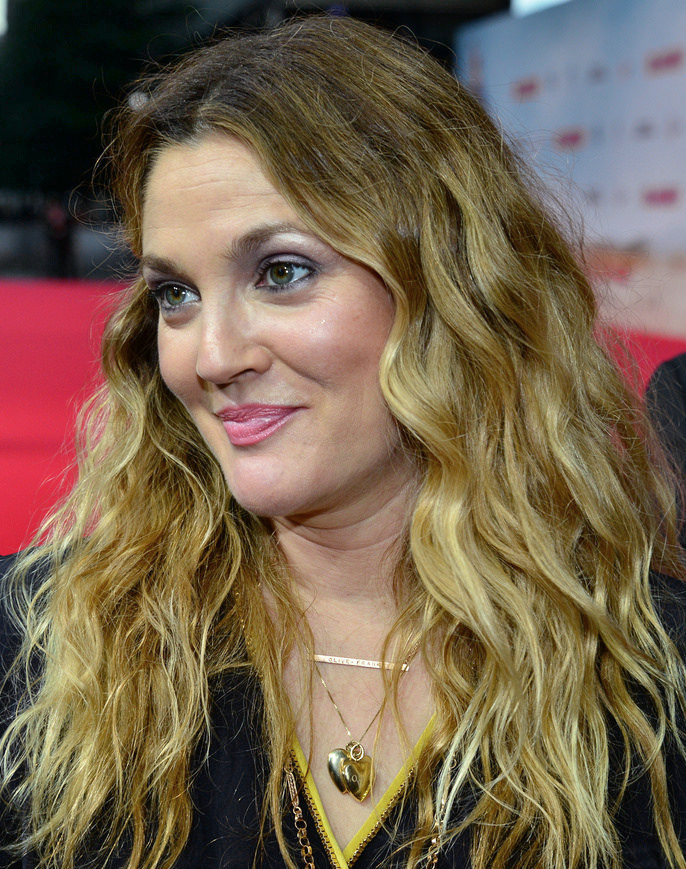
Drew Barrymore (2014)

Drew Blyth Barrymore (* 22. Februar 1975 in Culver City, Kalifornien) ist eine US-amerikanische Schauspielerin und Moderatorin. Sie ist zudem Model und Filmproduzentin.

## Leben

### Familie

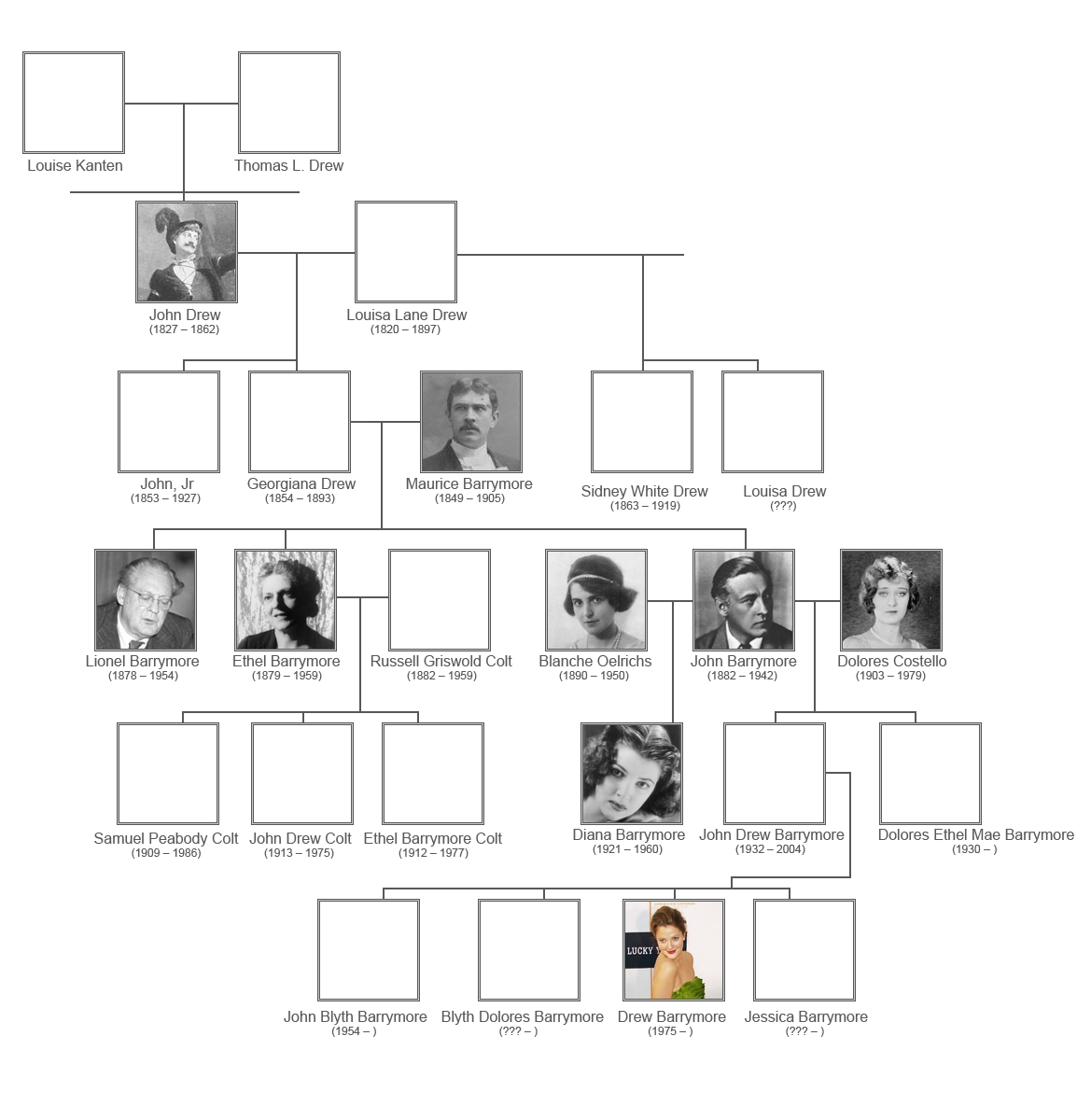
Ahnentafel der Barrymores

Drew Blyth Barrymore wurde als jüngster Spross einer Schauspielerdynastie geboren, die sich über vier Generationen erstreckt. Ihre Eltern sind die Ungarin Ildiko Jaid Makó (* 1946), die unter dem Pseudonym Jaid Barrymore bekannt wurde, und John Drew Barrymore (1932–2004). Beide waren ebenfalls Schauspieler, allerdings weniger erfolgreich als ihre Tochter. Die Mutter übernahm später die Rolle ihrer Managerin. Ihre beiden Vornamen erhielt sie als Erinnerung an ihre Urgroßeltern. Drew war der Geburtsname ihrer Urgroßmutter Georgiana (1854–1893) und Blyth der ursprüngliche Nachname ihres Urgroßvaters Maurice (1849–1905), den er in Barrymore abänderte.
Die Barrymores galten in der ersten Hälfte des 20. Jahrhunderts als renommierte Film- und Bühnenschauspieler. Drews Großeltern John Barrymore (1882–1942) und Dolores Costello (1903–1979) zählten Ende der Stummfilmzeit und zu Beginn der Tonfilmzeit zu den großen Hollywood-Stars. Ihr Großonkel Lionel Barrymore (1878–1954) und ihre Großtante Ethel Barrymore (1879–1959) waren beide Oscarpreisträger.
Drew Barrymore hat drei Halbgeschwister, ihre Taufpaten sind die Schauspielerinnen Sophia Loren und Anna Strasberg sowie der Filmregisseur Steven Spielberg.

### Kinderdarstellerin

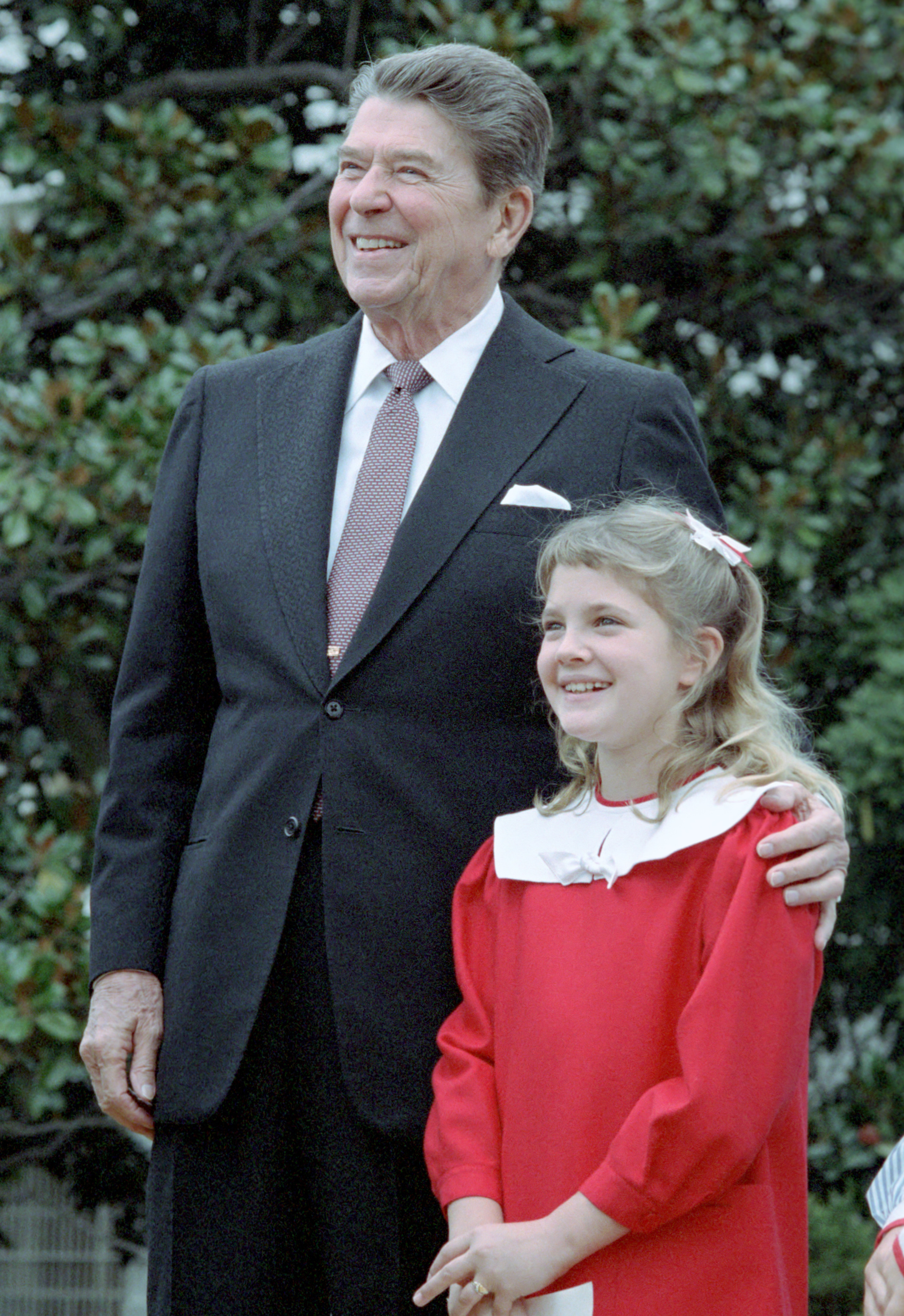
Die 9-jährige Drew Barrymore mit dem US-Präsidenten Ronald Reagan beim Start des Programms Young Astronauts

Die Schauspielerin wirkte bereits als Säugling im Alter von elf Monaten in einem Werbespot für „Puppy Choice“-Hundefutter mit und debütierte zwei Jahre später erstmals in einem Fernsehfilm, in Suddenly, Love, an der Seite von Joan Bennett. Ihre erste Filmrolle spielte sie 1980 in Ken Russells Science-Fiction-Thriller Der Höllentrip. Zwei Jahre später, im Alter von sieben Jahren, wurde sie in der Rolle der Gertie in Steven Spielbergs E.T. weltberühmt.

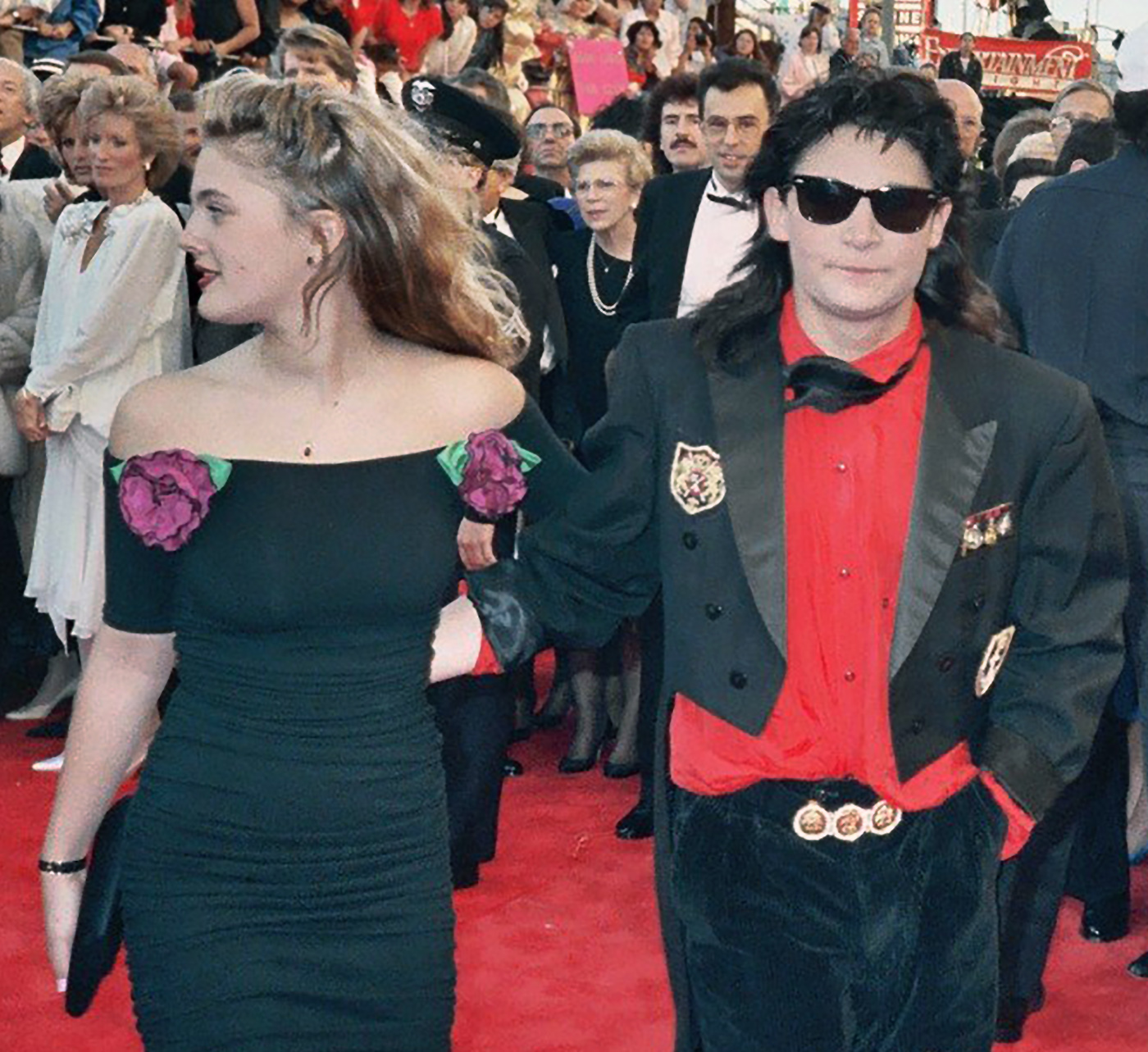
Mit Corey Feldman bei der Oscarverleihung 1989

Im Alter von sieben Jahren war sie der bisher jüngste Star in der renommierten US-amerikanischen Comedy-Show Saturday Night Live, in der sie einen Sketch vorführte. Es folgten weitere Film- und Fernsehproduktionen wie beispielsweise die Stephen-King-Verfilmungen Der Feuerteufel und Katzenauge oder 1984 Triple Trouble, der ihr 1985 eine Nominierung für einen Golden Globe einbrachte. Dennoch kamen mit dem schnellen Ruhm auch erhebliche Probleme, die sie mit Drogen- und Alkoholexzessen in den Fokus der Öffentlichkeit brachte. Der Kinderstar betrank sich erstmals mit neun Jahren auf der Geburtstagsparty von Rob Lowe, rauchte mit zehn Jahren den ersten Joint und schnupfte mit zwölf das erste Mal Kokain. Drew Barrymore verließ frühzeitig die High School und veröffentlichte nach einem gescheiterten Selbstmordversuch sowie einem Aufenthalt in einer psychiatrischen Einrichtung, diversen Entziehungskuren und Therapien 1990 ihre Autobiografie mit dem Titel Little Girl Lost.

### Comeback als junge Erwachsene
Nach der Entlassung aus der psychiatrischen Klinik und überstandenen Drogen- und Alkoholproblemen kam sie zunächst bei verschiedenen Pflegefamilien unter, bezog aber aufgrund ihrer finanziellen Unabhängigkeit mit 15 Jahren ihre erste eigene Wohnung. Nach einem Karrierestillstand gelangen ihr Anfang der 1990er Jahre wieder erste Erfolge als Filmschauspielerin. Sie vollzog dabei einen kompletten Imagewechsel weg vom Kinderstar und spielte fortan selbstbewusste junge Frauen, beispielsweise als kaltblütige Verführerin in Poison Ivy – Die tödliche Umarmung oder in Guncrazy. Sie scheute auch nicht davor zurück, als Bösewicht in Erscheinung zu treten, und avancierte schnell zu einem Sexsymbol der 1990er Jahre. So posierte sie 1995 in der Januar-Ausgabe des US-Männermagazins Playboy und überraschte im selben Jahr David Letterman mit einem freizügigen Geburtstagstanz in seiner Late Show. Als Reaktion auf ihre Kapriolen schenkte ihr Spielberg zum 20. Geburtstag eine Quilt-Decke mit einer Karte zum Geburtstag, auf der Cover yourself up (dt. „Bedeck dich“) geschrieben stand, sowie eine von seinen Spezialeffekt-Künstlern retuschierte Ausgabe des Playboys, in der sie Barrymores nackte Haut mit Kleidung übermalt hatten.
Dass sie auch als ernstzunehmende Darstellerin überzeugen kann, zeigte sie endgültig als eine der vier Protagonistinnen in dem mit Humor gespickten, aber sonst durchaus ernsten Western-Drama Bad Girls und spätestens mit dem Frauen-Roadmovie Kaffee, Milch und Zucker (1995), in dem sie neben Whoopi Goldberg spielte und eine durchaus tragische Figur darstellte. Für ihre Verkörperung der Casey Roberts in Mad Love – Volle Leidenschaft an der Seite von Chris O’Donnell erntete sie gute Filmkritiken, die sie als einzigen Höhepunkt dieser Hollywood-Produktion sahen. Nach einem kurzen Auftritt als Sugar in Batman Forever (1995) sowie Filmrollen in Woody Allens Filmmusical Alle sagen: I love you (1996) und dem Märchenfilm Auf immer und ewig (1998) spielte sie 1996 in Wes Cravens Horrorfilm Scream mit, der ihr wohlwollende Kritiken einbrachte, vor allem aber den endgültigen Durchbruch als Schauspielerin bedeutete.

### Ihr Durchbruch

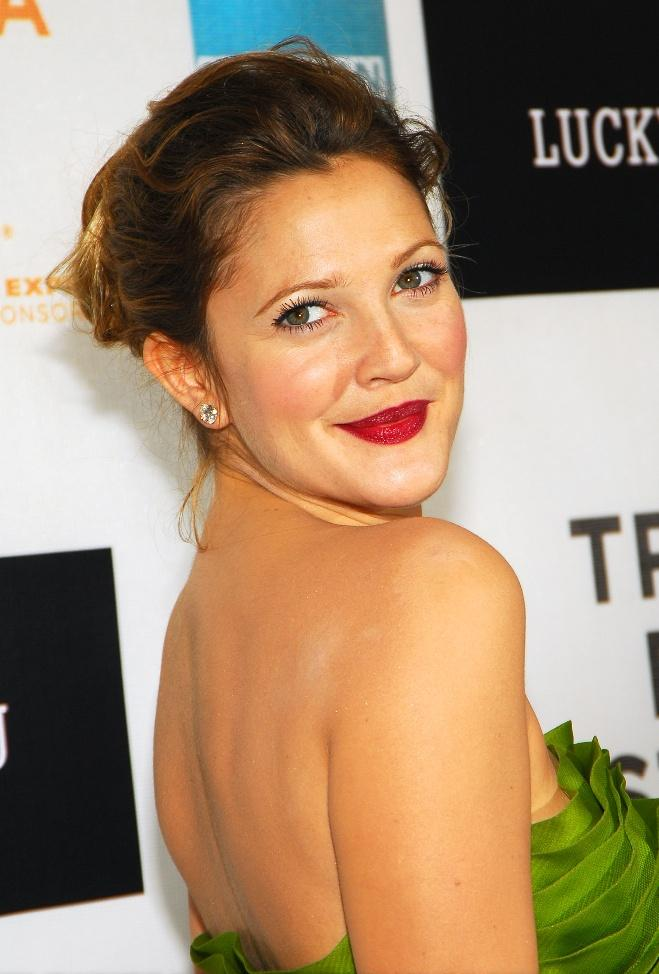
Barrymore bei der Premiere von Glück im Spiel (2007)

Für den 1998 erschienenen Kinofilm Eine Hochzeit zum Verlieben mit Adam Sandler konnte Barrymore erstmals eine Gage in Millionenhöhe für sich aushandeln; ein Jahr später wirkte sie auch hinter den Kulissen mit. Als ausführende Produzentin war sie nicht nur bei der Entstehung der Komödie Ungeküsst (1999) mit ihrer gemeinsam mit Nancy Juvonen 1995 gegründeten Firma Flower Films beteiligt, sie spielte auch die weibliche Hauptrolle der Journalistin Josie Geller. Weitere Filmproduktionen folgten, bei denen sie teils auch als Schauspielerin erfolgreich war.
Großen Erfolg konnte sie mit der Actionkomödie 3 Engel für Charlie aus dem Jahr 2000 verbuchen, in der sie neben Cameron Diaz und Lucy Liu eine der Hauptrollen spielte. Der Film spielte bei Produktionskosten von ca. 92 Mio. US-Dollar weltweit ca. 264 Mio. US-Dollar an den Kinokassen ein. Für ihre Rolle der Dylan Sanders erhielt sie 9 Mio. US-Dollar Gage sowie 14 Mio. Dollar für die im Jahr 2003 folgende Fortsetzung 3 Engel für Charlie – Volle Power. Im Jahr 2007 belegte sie mit einer Gagenforderung von geschätzten 10 bis 12 Mio. US-Dollar pro Film Platz acht der bestbezahlten Hollywood-Aktricen. Lob seitens der Kritik war ihr 2009 mit dem Fernsehfilm Grey Gardens beschieden. Für die Rolle der exzentrischen Verwandten von Jacqueline Kennedy Onassis (gespielt von Jeanne Tripplehorn) gewann Barrymore ihre erste Emmy-Nominierung als Schauspielerin sowie erstmals den Golden Globe Award.

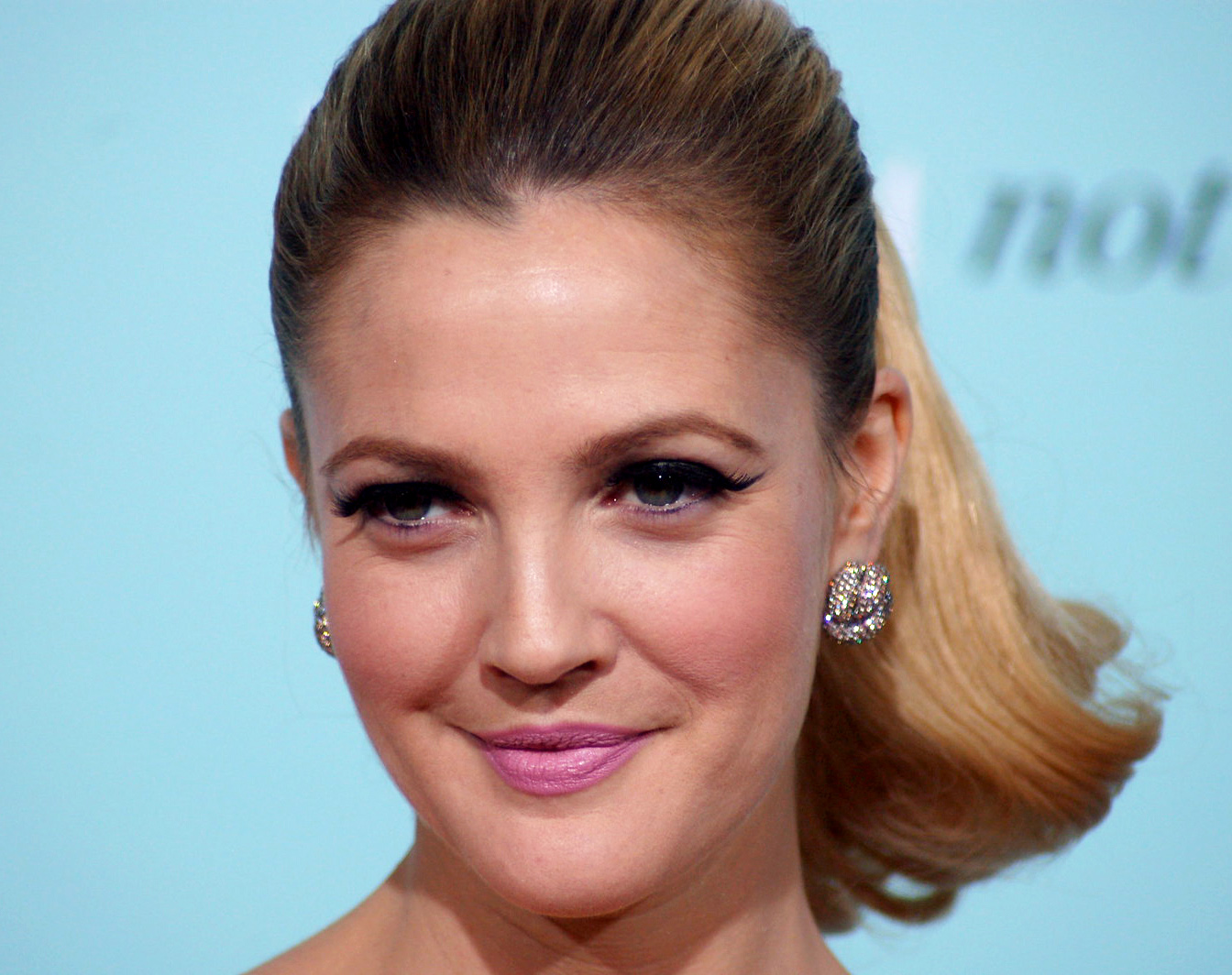
Barrymore bei der Premiere von Er steht einfach nicht auf Dich (2009)

Ebenfalls 2009 legte sie mit Roller Girl (Whip it) ihre erste Regiearbeit vor. Es handelt sich um einen Coming-of-Age-Film über ein 17-jähriges Mädchen in der texanischen Provinz, gespielt von Elliot Page; Drew Barrymore selbst ist in einer Nebenrolle zu sehen. Obschon der Film von der Kritik überwiegend positiv beurteilt wurde, kam er in Deutschland mit fast zweijähriger Verspätung erst 2011 in die Kinos.
Anschließend spielte sie unter anderem Hauptrollen in den Komödien Verrückt nach dir (2010) und Im Himmel trägt man hohe Schuhe (2015) und trat 2014 ein drittes Mal als Filmpartnerin von Adam Sandler in Urlaubsreif in Erscheinung. Von 2017 bis 2019 spielte sie die Hauptrolle in der Serie Santa Clarita Diet. Seit September 2020 ist Barrymore Gastgeberin ihrer eigenen Talk-Show.

### Privatleben
Barrymores Liebesleben sorgte in der Klatschpresse aufgrund wechselnder Beziehungen wiederholt für Schlagzeilen. Sie war dreimal verheiratet:
Am 20. März 1994 heiratete sie den Barbesitzer Jeremy Thomas, von dem sie sich bereits nach einem Monat wieder trennte. Im Juli 2001 ehelichte sie den Komiker und Schauspieler Tom Green, den sie nach einem knappen halben Jahr wieder verließ; die Ehe wurde am 15. Oktober 2002 geschieden. Von November 2007 bis im Jahr 2010 war sie mit dem Schauspielkollegen Justin Long liiert.
Am 2. Juni 2012 heiratete sie – nach fünfmonatiger Verlobungszeit – auf ihrem Anwesen in Kalifornien den Kunsthändler Will Kopelman. Im September 2012 wurde sie erstmals Mutter, im April 2014 kam die zweite Tochter zur Welt. Im September 2015 ließ sie in der Times verlauten, dass sie wegen ihrer noch kleinen Kinder vorerst keine Filmrollen annehme. Seit Anfang August 2016 ist sie von Kopelman geschieden.
Sie ist die Patin von Courtney Loves und Kurt Cobains im Jahr 1992 geborener Tochter Frances Bean.

### Sonstiges
Immer wieder zeigt sie auch humanitäres Engagement; im Jahr 2008 spendete sie z. B. eine Million US-Dollar für das World Food Programme (Welternährungsprogramm) der Vereinten Nationen. Sie ist zudem als Botschafterin für das Programm tätig. Barrymore gründete 2012 die Kosmetik-Marke Flower Beauty, die sie bis 2017 über die USA-Ladenkette Wal-Mart vertreiben ließ, seither über das Internet.

## Filmografie (Auswahl)
- 1978: Plötzlich Liebe (Suddenly, Love, Fernsehfilm)
- 1980: Drehgestell (Bogie, Fernsehfilm)
- 1980: Der Höllentrip (Altered States)
- 1982: E.T. – Der Außerirdische (E.T. the Extra-Terrestrial)
- 1984: Der Feuerteufel (Firestarter)
- 1984: Triple Trouble (Irreconcilable Differences)
- 1985: Katzenauge (Cat’s Eye)
- 1986: Abenteuer im Spielzeugland (Babes in Toyland, Fernsehfilm)
- 1987: Kampf um Liebe (A Conspiracy of Love, Fernsehfilm)
- 1989: Lolita Kill (Far from Home)
- 1989: Zweites Glück (See You in the Morning)
- 1989: CBS Schoolbreak Special (Fernsehserie, Folge 6x05 15 and Getting Straight)
- 1991: Bradburys Gruselkabinett (The Ray Bradbury Theater, Fernsehserie, Folge 1x05 The Screaming Woman)
- 1992: Colors of Crime (Sketch Artist, Fernsehfilm)
- 1992: Guncrazy
- 1992: Poison Ivy – Die tödliche Umarmung (Poison Ivy)
- 1992: Spaceshift (Waxwork II: Lost in Time)
- 1992: 2000 Malibu Road (Miniserie, 6 Folgen)
- 1993: Amy Fisher – Tödliche Lolita (The Amy Fisher Story, Fernsehfilm)
- 1993: Cold Heart – Der beste Bulle von L.A. (No Place to Hide)
- 1993: Mask of Murder 2 (Doppelgänger) (Doppelganger)
- 1993: Wayne’s World 2
- 1994: Bad Girls
- 1995: Mad Love – Volle Leidenschaft (Mad Love)
- 1995: Kaffee, Milch und Zucker (Boys on the Side)
- 1995: Batman Forever
- 1996: Alle sagen: I love you (Everyone Says I Love You)
- 1996: Scream – Schrei! (Scream)
- 1997: Bloody Wedding – Die Braut muss warten (Best Men)
- 1997: Wishful Thinking
- 1998: Eine Hochzeit zum Verlieben (The Wedding Singer)
- 1998: Verliebt in Sally (Home Fries)
- 1998: Auf immer und ewig (Ever After: A Cinderella Story)
- 1999: Ungeküsst (Never Been Kissed)
- 2000: Mittendrin und voll dabei (Skipped Parts)
- 2000: 3 Engel für Charlie (Charlie’s Angels)
- 2000: Titan A.E.
- 2001: Donnie Darko
- 2001: Unterwegs mit Jungs (Riding in Cars with Boys)
- 2001: Freddy Got Fingered
- 2002: Geständnisse – Confessions of a Dangerous Mind (Confessions of a Dangerous Mind)
- 2003: 3 Engel für Charlie – Volle Power (Charlie’s Angels: Full Throttle)
- 2003: Der Appartement Schreck (Duplex)
- 2004: 50 erste Dates (50 First Dates)
- 2005: Ein Mann für eine Saison (Fever Pitch)
- 2006: Coco, der neugierige Affe (Curious George, Stimme)
- 2007: Mitten ins Herz – Ein Song für dich (Music and Lyrics)
- 2007: Glück im Spiel (Lucky You)
- 2008: Beverly Hills Chihuahua (Stimme)
- 2009: Er steht einfach nicht auf Dich (He’s just not that into you)
- 2009: Die exzentrischen Cousinen der First Lady (Grey Gardens, Fernsehfilm)
- 2009: Roller Girl – Manchmal ist die schiefe Bahn der richtige Weg (Whip it) (auch Regie)
- 2009: Everybody’s Fine
- 2010: Verrückt nach dir (Going the Distance)
- 2012: Der Ruf der Wale (Big Miracle)
- 2014: Urlaubsreif (Blended)
- 2015: Im Himmel trägt man hohe Schuhe (Miss You Already)
- 2016: Odd Mom Out (Fernsehserie, Folge 2x06 Knock of Shame)
- 2017–2019: Santa Clarita Diet (Fernsehserie, 30 Folgen)
- 2020: The Stand-In
- 2020, 2022: Die Simpsons (Fernsehserie, 2 Folgen, Sprechrolle)
- 2021: A Castle for Christmas
- 2023: And Just Like That... (Fernsehserie, Folge 2x07 February 14th)
- 2024: Smile 2 – Siehst du es auch? (Smile 2)

## Auszeichnungen und Ehrungen
Drew Barrymore wurde für ihre schauspielerischen Leistungen mehrfach mit internationalen Auszeichnungen geehrt. Bereits 1983 gewann sie einen Young Artist Award für ihre Mitwirkung in E. T. – Der Außerirdische, gefolgt von zwei Golden-Globe-Nominierungen für Triple Trouble (1984) und Guncrazy (1992). 2010 erhielt sie für Grey Gardens den Preis der Hollywood Foreign Press Association.
Nominierungen für die Goldene Himbeere erhielt sie 2001 als schlechteste Nebendarstellerin in Freddy Got Fingered sowie zwei Jahre später als schlechteste Schauspielerin in Der Appartement Schreck.
Am 3. Februar 2004 wurde die Schauspielerin mit einem Stern auf dem Hollywood Walk of Fame verewigt.
Am 27. April 2007 kam Drew Barrymore auf das Titelblatt des US-Magazins People, nachdem sie in der Liste der schönsten Menschen der Welt auf Platz 1 gewählt wurde.
2010 gewann Barrymore für Grey Gardens ihren ersten Golden Globe (Beste Hauptdarstellerin in einer Mini-Serie oder einem Fernsehfilm) sowie einen Screen Actors Guild Award.
Am 8. April 2025 taufte Barrymore in Miami das Kreuzfahrtschiff MSC World America.